# 少花桃叶珊瑚
少花桃叶珊瑚（学名：Aucuba filicauda var. pauciflora）是绞木科桃叶珊瑚属纤尾桃叶珊瑚的变种。分布在中国大陆的贵州、江西等地，生长于海拔1,200米至1,900米的地区，多生长于林中。